# 徐申伯
徐申伯（？—？），男，广东省香山县北岭村人，中国民主革命家。

## 生平
徐申伯是女民主革命家徐宗汉（黄兴的夫人）的堂弟。他熟练掌握英语，曾经在铁路工作。1912年南京临时政府时期，曾到南京。1914年曾随黄兴自日本启程到美国访问，担任翻译。